# 尚志会
尚志会（しょうしかい）
- 1893年（明治26年）に発足した（旧制）第二高等学校（1949年に東北大学に包括）の校友会[1]。『尚志会雑誌』創刊号に土井晩翠の処女作が載った。
- 広島高等師範学校、広島文理科大学および広島女子高等師範学校の同窓会。以下に詳述。

一般社団法人尚志会（しょうしかい）は、広島高等師範学校、広島文理科大学および広島女子高等師範学校の卒業生の同窓会を起源とする同窓会。1908年（明治41年）1月6日創設。2008年（平成20年）に100周年となり、記念式典、記念講演会、記念出版などの記念事業が行われた。
現在も、広島高等師範学校、広島文理科大学および広島女子高等師範学校の後身である広島大学の文学部、理学部、教育学部の卒業生を中心とした同窓会として活動している（文学部、理学部、教育学部以外は、学部毎に個別の同窓会組織があるが、工学部工業教員養成課程、政経学部、総合科学部、生物生産学部を卒業した教員OB等で尚志会への任意入会がある）。
同窓会名は孟子の「士たるものは志を高尚にもつべし」から採られた。
教育界に同窓生の強いネットワークを持ち、東京教育大学から現在の筑波大学の同窓会、茗渓会に準じる勢力と教育関係者の一部からいわれ、教育界に大きな影響を与えている。
同窓会本部は、現在の広島大学本部所在地である東広島市移転後も、広島高等師範学校創立の地である広島市中区東千田町にある。
茗渓会と違い、尚志会が経営母体となる私立高校等はない。茗渓会館に相当する施設等はない。